# St. Joseph (Velten)

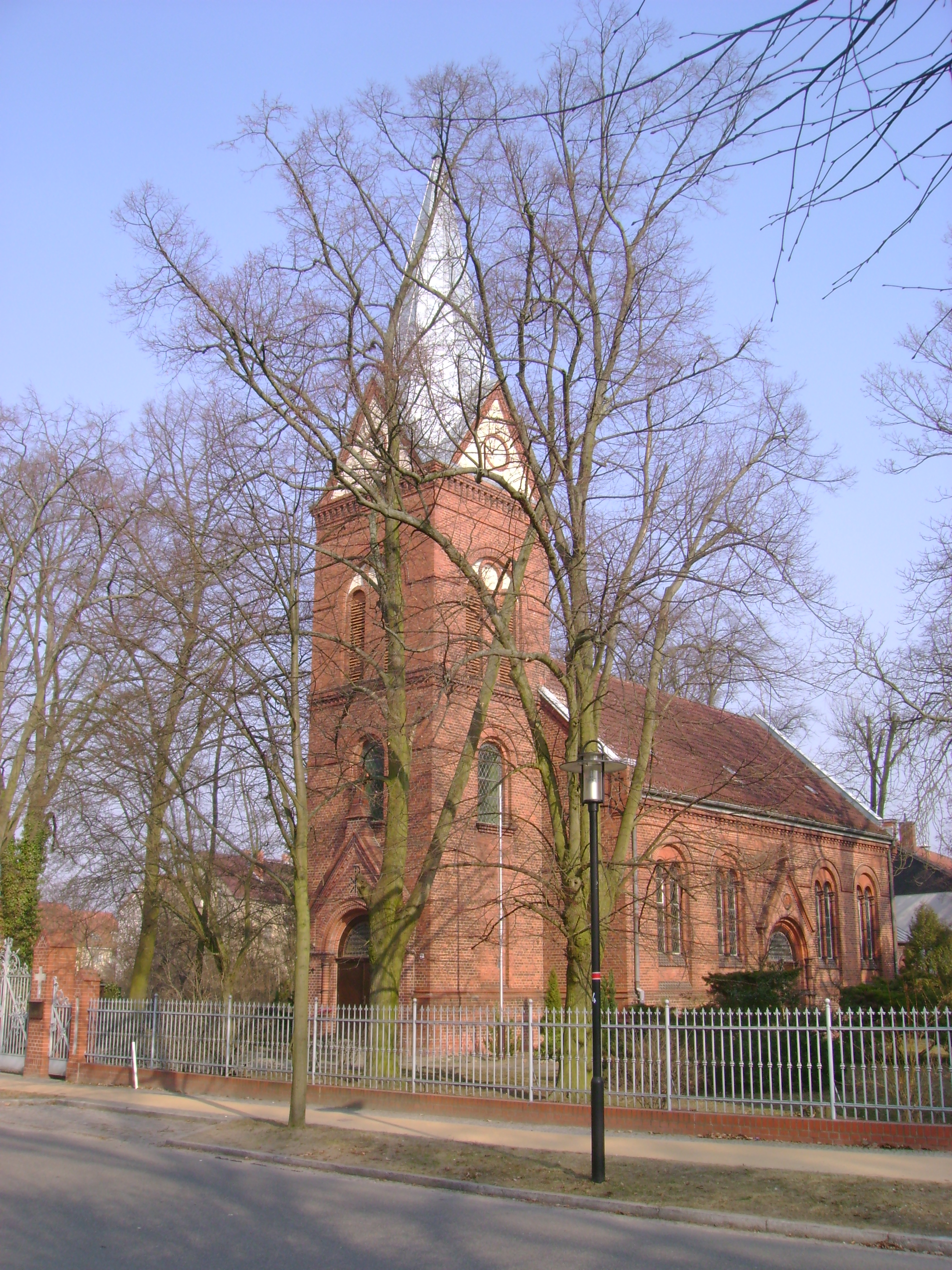
St. Joseph, 2011

St. Joseph ist eine römisch-katholische Kirche in der Stadt Velten im Landkreis Oberhavel im Land Brandenburg und steht unter Denkmalschutz. 

## Geschichte
Der Bau der Kirche auf dem Grundstück Schulstraße 7 begann 1895 und endete ein Jahr später mit der Weihe. Zu dieser Zeit gab es eine rund 200 Personen umfassende römisch-katholische Gemeinde. Diese gehört seit dem 1. Januar 2025 zur Pfarrei Hl. Maximilian Kolbe Oberhavel Süd im Erzbistum Berlin und ist der Gemeinde Zu den heiligen Schutzengeln in Hennigsdorf angegliedert. Gegenüber, auf dem Grundstück in der Schulstraße 11, steht das frühere Pfarrhaus.

## Architektur
Die Kirche wurde im neoromanischen Stil nach den Plänen des Oranienburger Maurermeisters Wilhelm Dassler in Ziegel-Mauerwerk ausgeführt und am 27. September 1896 benediziert. In den Jahren von 1965 bis 1967 wurde sie umgestaltet.
Die Innenausstattung der Kirche stammt zum größten Teil aus der Nachkriegszeit. Hans Adolf aus Burg bei Magdeburg schuf Altar, Taufstein, Tabernakel, Altar- und Osterleuchter sowie das Hängekreuz. Von Georg Nawroth aus Görlitz stammen die Kreuzweg-bilder. Die Kirche ist mit Figuren der Mutter Gottes und des heiligen Joseph ausgestattet. Sie besitzt im Chor und im Langhaus mehrfarbig verglaste Fenster.
Zur Schulstraße, wohin das Portal der Kirche ausgerichtet ist, ist die bauzeitliche Einfriedung aus Staketenzaunfeldern mit Ziegelmauerwerk-Sockel und -Pfeilern erhalten.